# Halver
Halver is een stad en gemeente in het Sauerland in de deelstaat Noordrijn-Westfalen in Duitsland. De gemeente telt 16.108 inwoners (31 december 2020) op een oppervlakte van 74,77 km².

## Politiek

### Gemeenteraad
De 36 zetels van de Stadsraad Halver zijn als volgt verdeeld:
| Partij / Groepering | Zetels |
| ------------------- | ------ |
| CDU                 | 11     |
| SPD                 | 10     |
| UWG                 | 6      |
| Grüne               | 5      |
| FDP                 | 2      |
| Totaal              | 34     |

## Religies
Ongeveer 50% van de inwoners van Halver zijn protestant en 18% katholiek. De overige 32% behoort tot andere religies en geloofsgemeenschappen of zijn niet-gelovig.

## Afbeeldingen

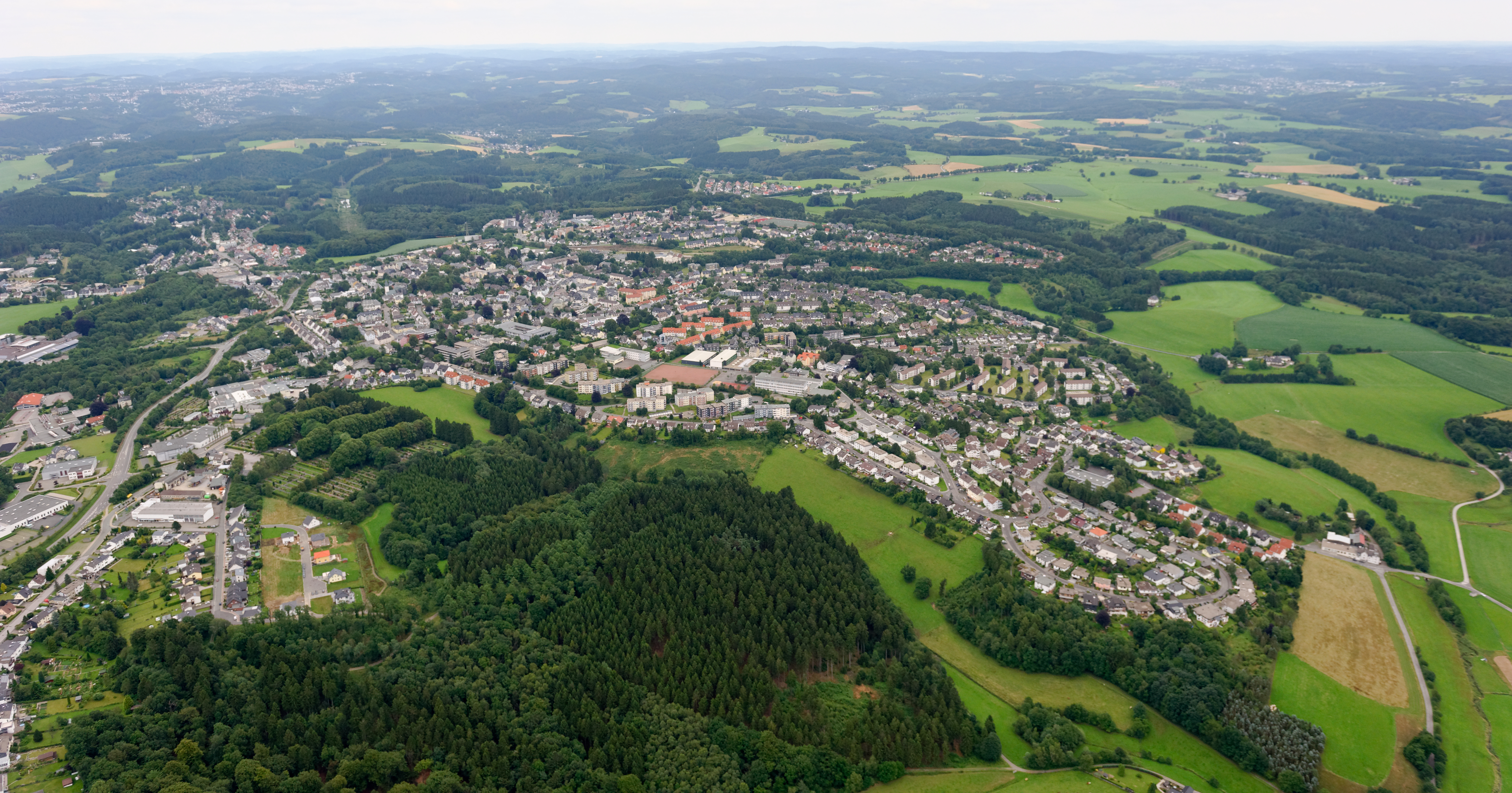
Gezicht op Halver
Marktstraße, 2006
Gezicht op Halver
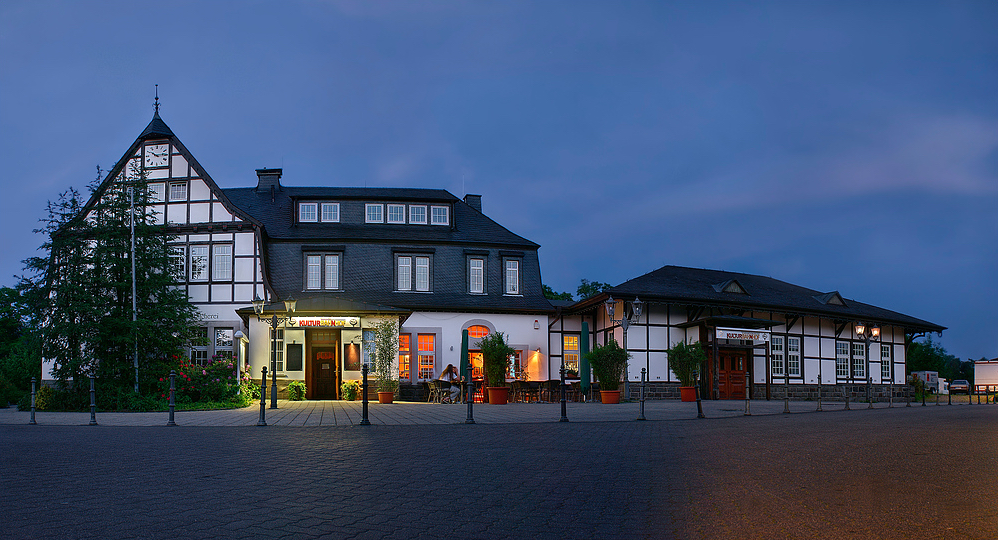
"Kulturbahnhof": voormalig station, thans bibliotheek, 2009

Altena · Balve · Halver · Hemer · Herscheid · Iserlohn · Kierspe · Lüdenscheid · Meinerzhagen · Menden · Nachrodt-Wiblingwerde · Neuenrade · Plettenberg · Schalksmühle · Werdohl